# 藤堂高治
藤堂 高治（とうどう たかはる）は、伊勢国津藩の第6代藩主。元は津藩の支藩である伊勢久居藩の第4代藩主、久居陣屋の主。藤堂家宗家6代、久居藩藤堂家4代。父は、津藩の藩祖・藤堂高虎の弟・高清の孫で、一門の藤堂出雲家第3代の藤堂高明。

## 生涯
享保8年（1723年）9月13日、伊勢久居藩の先代藩主である高陳が病のために隠居した。高陳には嗣子がなかったため、高治が跡を継いだ。同年10月1日、将軍徳川吉宗に御目見する。同年12月18日、従五位下・大膳亮に叙任する。
享保13年（1728年）4月、本家の伊勢津藩主・藤堂高敏が疱瘡が原因で死去した。同年6月11日、高敏にも嗣子がなかったため、久居藩主であった高治がその養嗣子となって本家の家督を継いだ。久居藩の家督は高治の甥で養嗣子の高豊（のちの高朗）が継いだ。同年7月1日、将軍徳川吉宗に御目見する。同年12月21日、従四位下に昇進する。享保15年12月15日（1731年）、侍従に任官する。

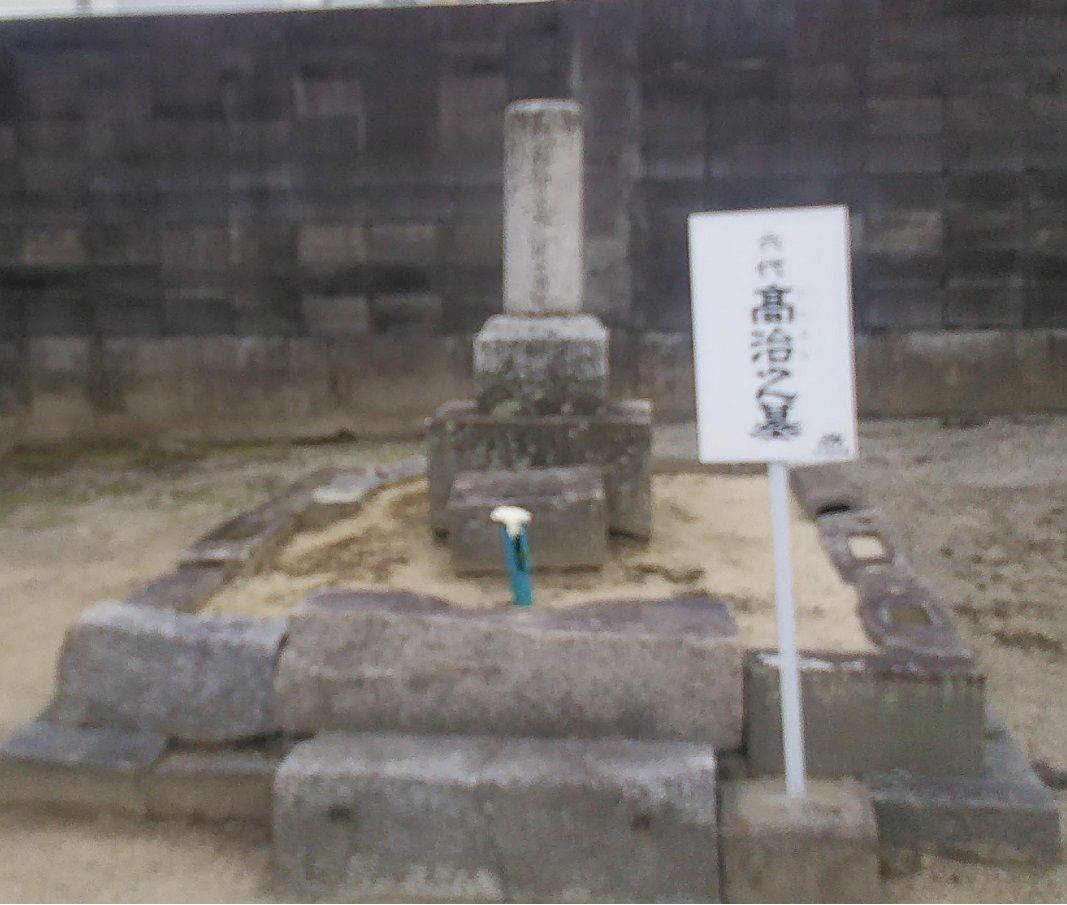
藤堂高治の墓(津市寒松院)

高治は津藩の荒廃した農村復興などに努め、さらに学問を奨励した。享保20年8月2日（1735年9月18日）、26歳で死去した。家督は久居藩主の高朗が継いだ。

## 系譜
- 父：藤堂高明（1645-1711）
- 母：貞性院
- 正室：宗義誠の娘
- 側室：上田氏
- 側室：村瀬氏
- 側室：田野氏
  - 長男：藤堂高般（1731-1754）
- 側室：小牧氏
  - 女子：岸 - 松平長孝正室
- 養子
  - 男子：藤堂高朗（1717-1785） - 藤堂高武の子